# Kuća Novak u Hvaru
Kuća Novak u gradiću Hvaru, Kroz Burak 1 i 3 i Jurja Matijevića 13 i 15, zaštićeno kulturno dobro.

## Opis dobra
Gotičko-renesansna dvokatnica s altanom na krovu, sagrađena na prijelazu 15. i 16. stoljeća. Među nekoliko najboljih primjera stambene arhitekture u Hvaru. Na zapadnom pročelju sačuvani tragovi romaničke kuće kasnog 13. i početka 14. stoljeća. Na istom pročelju gotički otvori zrelog 15. stoljeća. Sjeverno pročelje uređeno krajem 16. stoljeća. U unutrašnjosti su svodovi i kanatna konstrukcija što je rijedak primjer u stambenoj arhitekturi Hvara.

## Zaštita
Pod oznakom Z-5153 zavedena je kao nepokretno kulturno dobro - pojedinačno, pravna statusa zaštićena kulturnog dobra, klasificirano kao "stambene građevine".